# Alex Vizorek
Alex Vizorek, né Alexandre Wieczorek, le 21 septembre 1981 à Bruxelles, est un comédien, humoriste et animateur audiovisuel belge. Il est également sociétaire aux Grosses Têtes depuis septembre 2023.

## Biographie
Alexandre Wieczorek naît le 21 septembre 1981 à Bruxelles,. Il est le fils d'Yves Wieczorek, un chanteur belge des années 1980. Il est élève au Lycée Henriette Dachsbeck. Ensuite, il entre à l’École de commerce Solvay en 1999. De 2001 à 2004, parallèlement à ses études d’ingénieur de gestion, il suit des études de journalisme à l'Université libre de Bruxelles.
Fraîchement doublement diplômé, il décide de se tourner vers la comédie. En 2005, il part à Paris et c’est au cours Florent qu’il apprend à faire ses gammes de comédien et d’humoriste. Après s’être essayé sur les planches parisiennes, il se produit à Bruxelles au club Kings of Comedy sous le nom de scène Alex Vizorek.
Révélé aussi par le Made In Brussels Show, il se fait surtout remarquer en 2009 lors du festival du rire de Montreux (Prix François Silvant) avec son spectacle Alex Vizorek est une œuvre d’art, mis en scène par Stéphanie Bataille.
En août 2009, il est finaliste et arrive deuxième à la Radio académie de Bel RTL. Par la suite, c'est sur cette même fréquence qu'il commente les matchs de football durant une année.
Il remporte de nombreux prix depuis : en 2010, prix du jury du festival du rire de Rochefort ; en 2013, le prix du Public de Rocquencourt et le prix SACD du festival d’humour Les Andain’ries,. Stagiaire lors de ses études aux radios de la Radio-télévision belge de la Communauté française, il devient chroniqueur sur la station VivaCité pour Les Enfants de Chœur et sur La Première dans On n'est pas rentré ! et Le Café serré.
Il devient membre de l'Académie Alphonse Allais en mai 2014.
De 2012 à 2014, on peut l’entendre plusieurs fois par semaine sur France Inter dans l'émission On va tous y passer présenté successivement par Frédéric Lopez et André Manoukian et pendant la saison 2013/2014 dans Le Sept neuf présenté par Patrick Cohen pour une chronique hebdomadaire.
Il co-anime également sur France Inter avec Charline Vanhoenacker l'émission Le Septante-cinq minutes pendant les grilles d'été 2013 et 2014, avant de retrouver sa partenaire en septembre 2014 pour un nouveau rendez-vous quotidien intitulé Si tu écoutes, j'annule tout. Il devient aussi chroniqueur dans l'émission de Nagui La Bande originale et propose de nouveau un billet hebdomadaire dans Le 7/9, toujours sur France Inter.
De septembre à décembre 2014, on le retrouve dans Revu et corrigé sur La Une (RTBF) pour sa revue de presse décalée en compagnie de Charline Vanhoenacker et de Sigmund, un poisson rouge.
Depuis la rentrée 2016, il fait une chronique hebdomadaire dans l'émission C l'Hebdo sur France 5.
En septembre 2017, il intègre Salut les Terriens ! de Thierry Ardisson sur C8.
Le 1er mars 2018, avec Charline Vanhoenacker et Guillaume Meurice, Alex Vizorek dépose sa candidature à la présidence de Radio France auprès du Conseil supérieur de l'audiovisuel. Leur programme humoristique prévoit entre autres l'« euthanasie de France Info », le renommage de plusieurs émissions, ainsi que la « mise en place d'un système de notation à cinq étoiles pour les animateurs […], sur le modèle des chauffeurs Uber ». En septembre 2018, il crée avec Charline Vanhoenacker la websérie Sibyle et Guy, dans laquelle il parodie les patrons de Radio France.
Le 13 mai 2019, il présente la 31e cérémonie des Molières sur France 2. La même année, il intervient dans l'émission Vivement dimanche prochain de Michel Drucker.
Le 23 août 2021, il intègre l'émission Télématin dans sa nouvelle formule diffusée sur France 2.
Le 10 juillet 2023, Alex Vizorek annonce son départ de France Inter pour rejoindre RTL à la rentrée. Sa décision est motivée par l'arrêt de l'émission quotidienne C'est encore nous !, qu'il co-animait avec Charline Vanhoenacker.
À partir du 5 septembre 2023, il devient sociétaire des Grosses Têtes, animée par Laurent Ruquier sur RTL.
Peu d'informations circulent quant à sa vie privée si ce n'est qu'il a déjà été marié. Il a vécu trois ans avec la romancière Gaël Tchakaloff.

## Carrière médiatique

### Presse écrite
- 2012-2013 : chronique économique humoristique mensuelle dans le journal L’Écho ;
- Depuis septembre 2013 : chronique économique humoristique hebdomadaire dans le journal Le Soir.

### Parcours à la radio
- 2014-2023 : co-animateur avec Charline Vanhoenacker de l'émission quotidienne Si tu écoutes, j'annule tout puis Par Jupiter ! puis C'est encore nous !  sur France Inter ;
- Depuis 2015 : présentateur de la séquence Rien à ajouter dans Matin Première sur La Première ;
- 2013-2023 : présentateur d'un billet d'humour hebdomadaire dans la Matinale du 7/9 sur France Inter ;
- Depuis 2017 : présentateur de la rubrique « Coucou de France » dans l'émission Nieuwe Feiten (Radio 1, VRT).
- 2020-2023 : co-présentateur de Pastek avec Tanguy Pastureau, enregistrée en direct sur Twitch le jeudi et diffusée sur France Inter le samedi.
- Depuis 2023 : chroniqueur (La Vizo Conférence) dans RTL Bonsoir ! (18h-20h) sur RTL avec Julien Sellier, puis dans La Matinale avec Thomas Sotto et Amandine Bégot.
- Depuis 2023 : sociétaire de l'émission Les Grosses Têtes sur RTL, animée par Laurent Ruquier.

### Télévision
- 2011-2012 : chronique humoristique dans l'émission La Tribune sur La Deux (RTBF) aux côtés de Jérôme de Warzée ;
- 2012 : rubrique humoristique hebdomadaire dans l'émission Flash sur La Une (RTBF) ;
- Chaque semaine dans la séquence Revu et corrigé de l'émission Mise au point sur La Une (RTBF), revue de presse décalée avec l'aide précieuse de son acolyte Sigmund, le poisson rouge ;
- De février à juin 2015, présentation chaque semaine de la revue de presse dans Un soir à la tour Eiffel ;
- De septembre 2015 à juin 2017, présentation chaque semaine d'une chronique humoristique sur la culture dans l'émission Ça balance à Paris animée par Éric Naulleau ;
- De septembre 2016 à juin 2017, présentation chaque semaine d'une chronique humoristique sur l'actualité de la semaine dans l'émission C l'hebdo, animée par Anne-Élisabeth Lemoine ;
- De septembre 2017 à juin 2019, il présente Les infos de Vizo chaque samedi dans l'émission Salut les Terriens !, animée par Thierry Ardisson sur C8.
- Le 2 février 2019, il anime la 9e cérémonie des Magritte du cinéma[22].
- Le 13 mai 2019, il présente la 31e cérémonie des Molières sur France 2.
- Le 30 mai 2022, il présente la 33e cérémonie des Molières sur France 3
- Depuis 2023, il tient une pastille humoristique dans Télématin sur France 2
- 2023 - 2024 : il présente avec Philippe Caverivière, un talk-show humoristique, tous les dimanches sur France 2 à 17 h 45 intitulé En bande organisée.

## Carrière artistique

### Spectacle
- 2009 - 2019 : Alex Vizorek est une œuvre d'art, one-man-show écrit par Alex Vizorek et mis en scène par Stéphanie Bataille.
- Depuis 2021 : Ad Vitam, one-man show écrit par Alex Vizorek et mis en scène par Stéphanie Bataille.

### Théâtre
- 2018 : Trois hommes et un couffin[23], de et mise en scène Coline Serreau, théâtre du Gymnase.

### Cinéma
Sauf indication contraire, les informations mentionnées dans cette section peuvent être confirmées par les bases de données cinématographiques IMDb et Allociné,  présentes dans la section « Liens externes ».
- 2018 : Les Affamés de Léa Frédeval : le directeur des ressources humaines / le conseiller de Pôle Emploi
- 2018 : J'ai perdu Albert de Didier van Cauwelaert : Damien
- 2020 : Losers Revolution de Thomas Ancora et Grégory Beghin : le notaire
- 2020 : J'irai mourir dans les Carpates d'Antoine de Maximy : Franck
- 2020 : Le Bonheur des uns...[24]  de Daniel Cohen : Ami
- 2021 :  La Dernière Tentation des Belges[25] de Jan Bucquoy :
- 2021 : L'Employée du mois[26] de Véronique Jadin : Nicolas.

### Télévision
- 2019 : Munch, saison 3 épisode 1 : Maître Sicario
- 2023 : Aspergirl, série télévisée de Lola Roqueplo : le directeur des ressources humaines du centre de tri
- 2025 : Le Parfum du bonheur, série télévisée de Baya Kasmi : Dr. Frédéric Pasquier

### Publications

#### Ouvrages
- Chroniques en Thalys, Éditions Kero, 2015  (ISBN 978-2-366-58141-6)
- L'Échappé belge, Pierre Kroll, Nicolas Vadot (ill), Éditions Kero, 2017  (ISBN 9782366582307).

#### Bande dessinée
- 1. L'Histoire du suppositoire qui voulait échapper à sa destinée[27], Éditions Michel Lafon, Neuilly-sur-Seine, novembre 2022
Scénario : Caroline Allan et Alex Vizorek - Dessin : Karo Pauwels - Couleurs : quadrichromie -  (ISBN 978-2-7499-5083-9)
- 2. L'Histoire du suppositoire qui visait la Lune, Éditions Michel Lafon, Neuilly-sur-Seine, 12 octobre 2023
Scénario : Caroline Allan et Alex Vizorek - Dessin : Karo Pauwels - Couleurs : quadrichromie -  (ISBN 9782749955698)
- 3. L'Histoire du suppositoire qui voulait sauver Noël, Éditions Michel Lafon, Neuilly-sur-Seine, 4 octobre 2024
Scénario : Caroline Allan et Alex Vizorek - Dessin : Karo Pauwels - Couleurs : quadrichromie -  (ISBN 978-2-7499-5881-1)

#### Livre-CD
- Pôle Nord, livre-CD dont Alex Vizorek raconte l'histoire, écrite par Laurence van Ruymbeke, basée sur la chanson Pôle Nord extraite de l'album Bleue de Geneviève Laloy, et illustrée par Pascale Francotte. Éditions Polyson, 2014  (ISBN 9782960160901).

## Distinction
- Molières 2022 : Nomination pour le Molière de l'humour pour Ad Vitam.

### Articles
- Adrien Franque, « Le portrait : Alex Vizorek, sur tous les tableaux », Libération,‎ 8 septembre 2023 (lire en ligne , consulté le 15 mai 2024).
- Grégory Plouviez, « Alex Vizorek lance une mini-tournée « en mode stand-up » : « L’idée, c’est d’aller au combat » », Le Parisien,‎ 5 juin 2025 (lire en ligne , consulté le 7 juin 2025).

### Émissions de radio
- L'invité culture : Alex Vizorek pour son livre « L’histoire du suppositoire qui voulait sauver Noël » sur La Première, présentation : Audric De Trez (10 min 41 s), 29 novembre 2024. Voir en ligne via Auvio .